# مرگ‌ها در ۲۰۲۰
|  |

مرگ‌ها در ۲۰۲۰ آنچه در پی می‌آید فهرست افراد سرشناسی است که در ۲۰۲۰ میلادی درگذشته‌اند.
- در هر عنوان به‌ترتیب نام شخص، سن، دلیل سرشناسی، ملیت، علت مرگ، و منبع آمده‌است.

## دسامبر
مرگ‌ها در دسامبر ۲۰۲۰ آنچه در پی می‌آید فهرست افراد سرشناسی است که در دسامبر ۲۰۲۰ درگذشته‌اند.

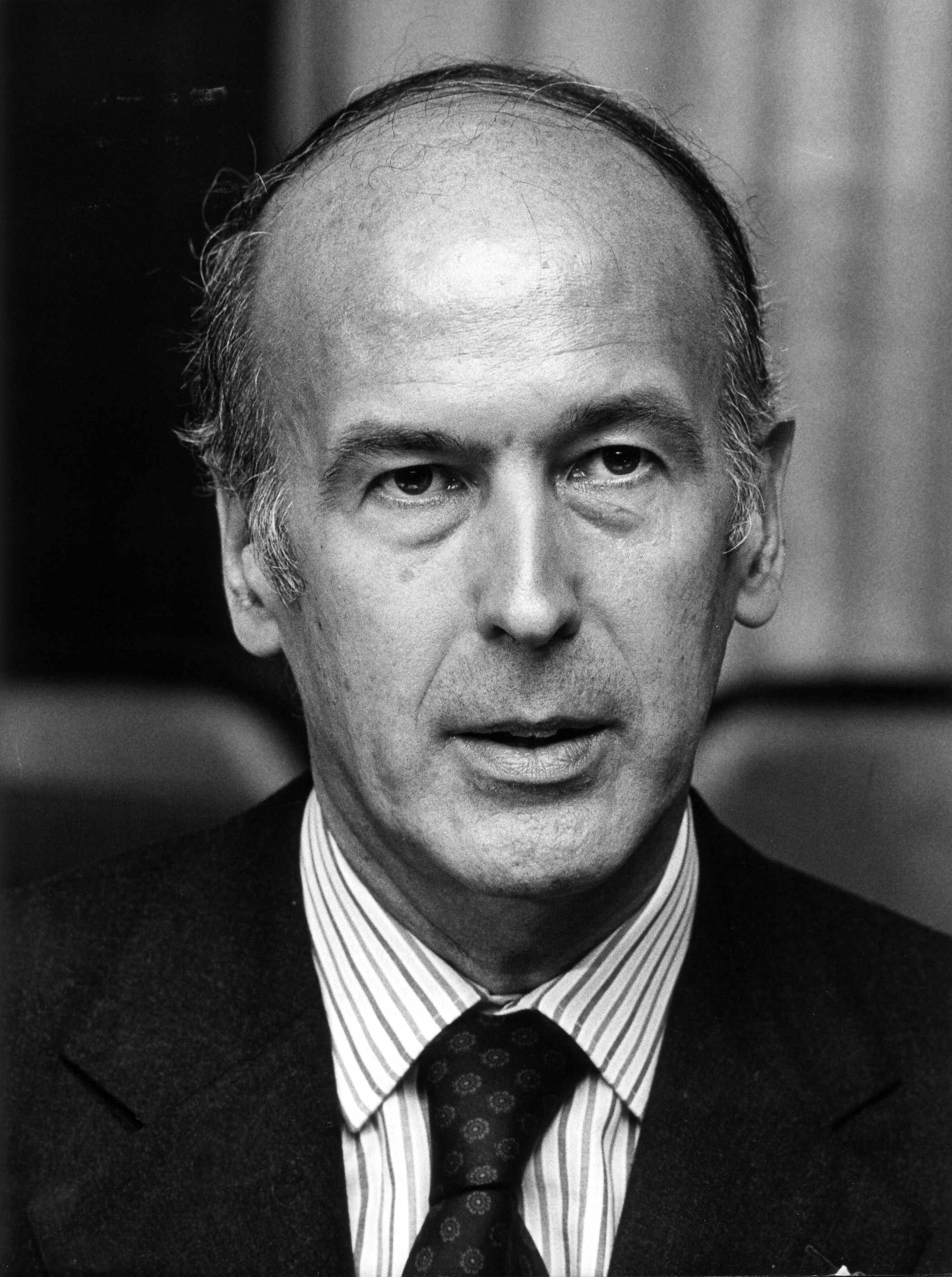
والری ژیسکار دستن

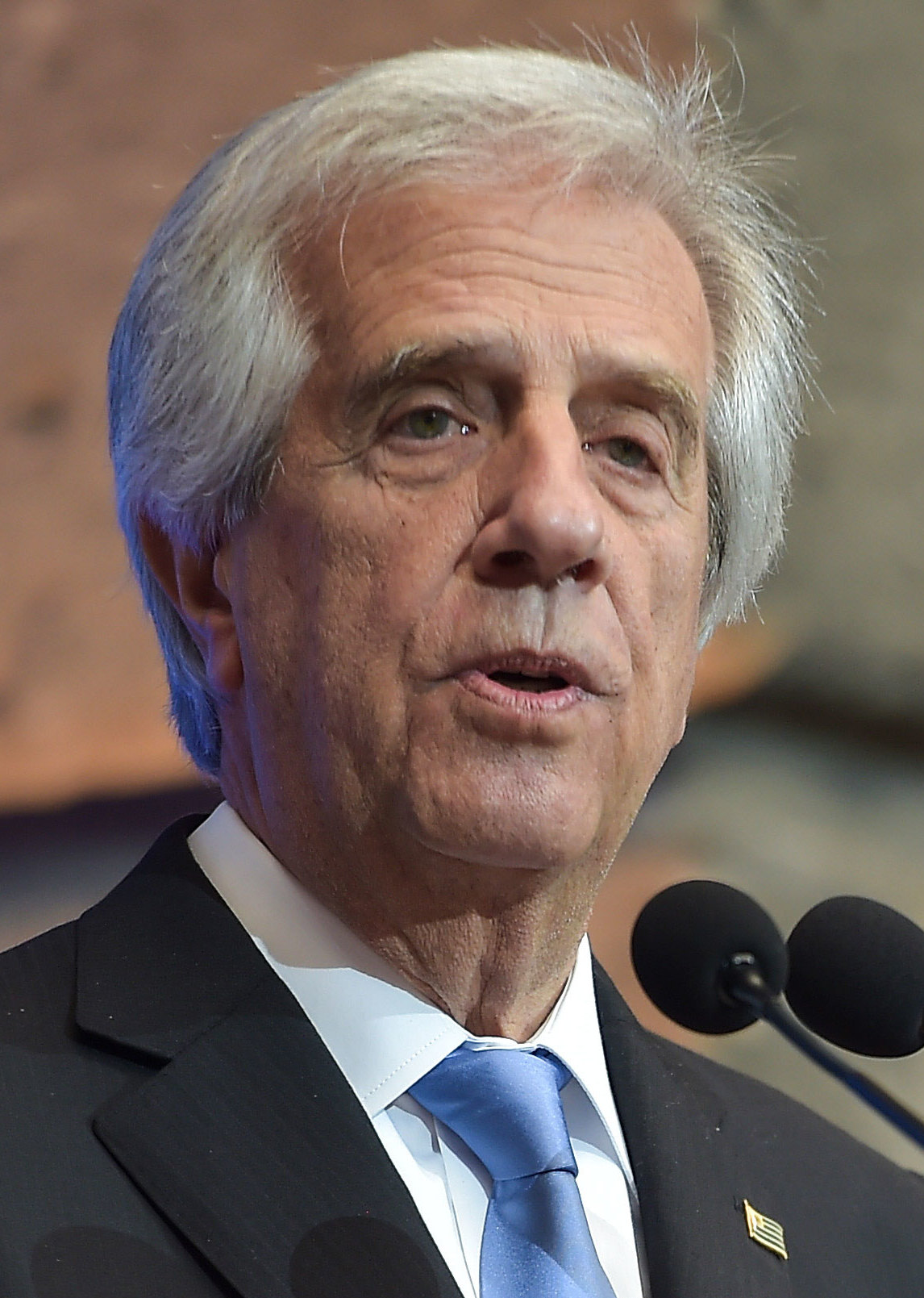
تاباره باسکس

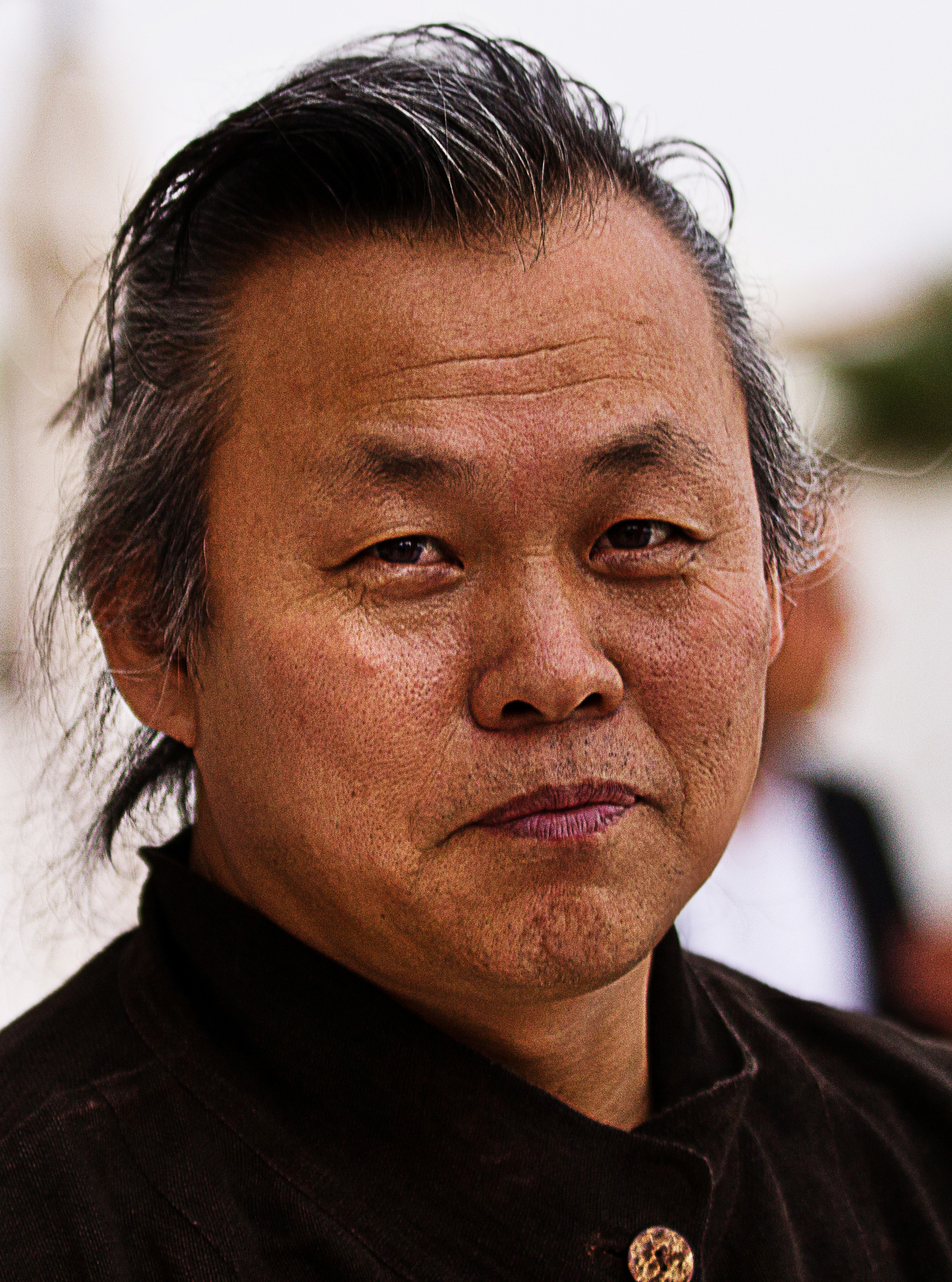
کیم کی-دوک

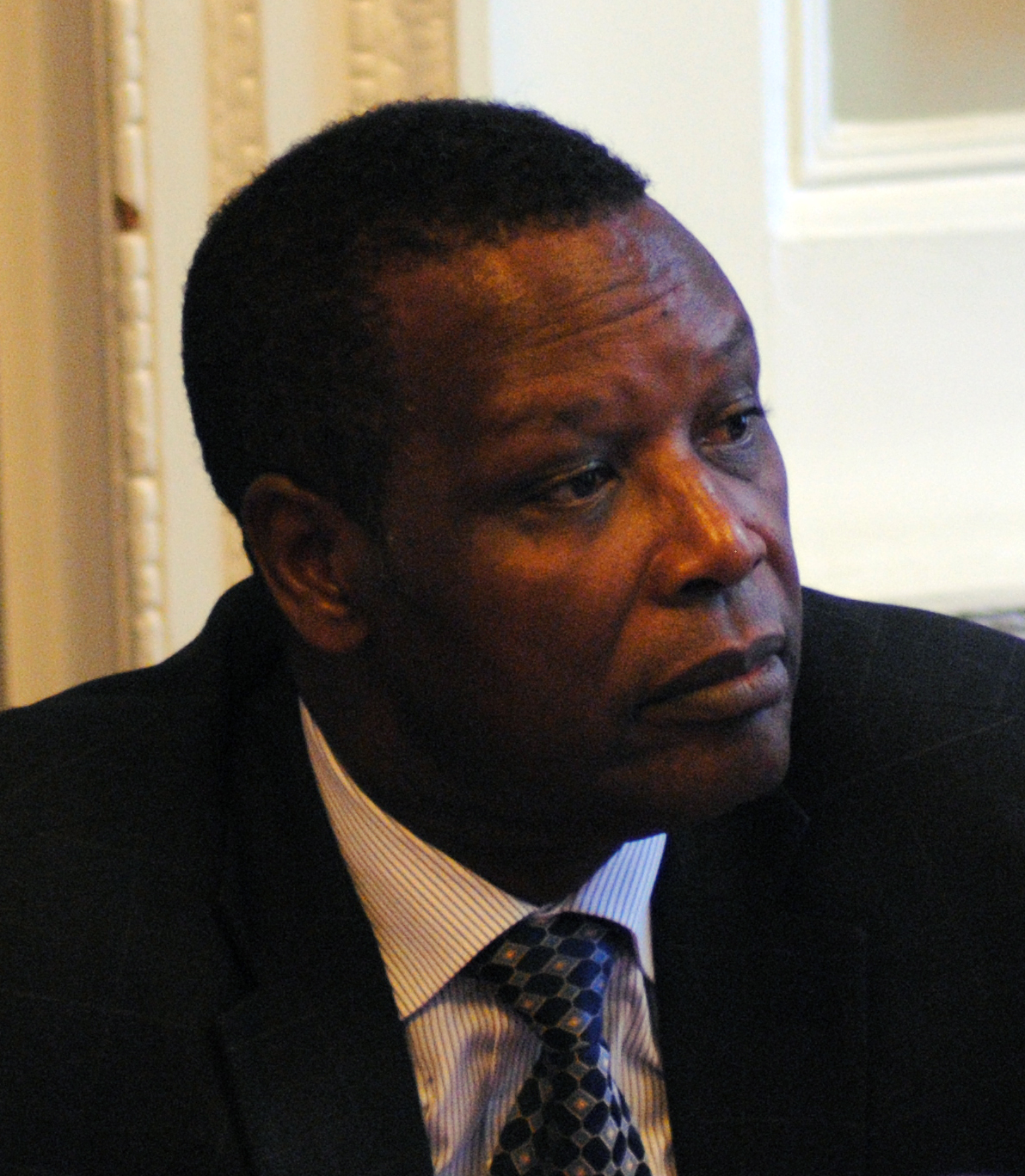
پیر بویویا

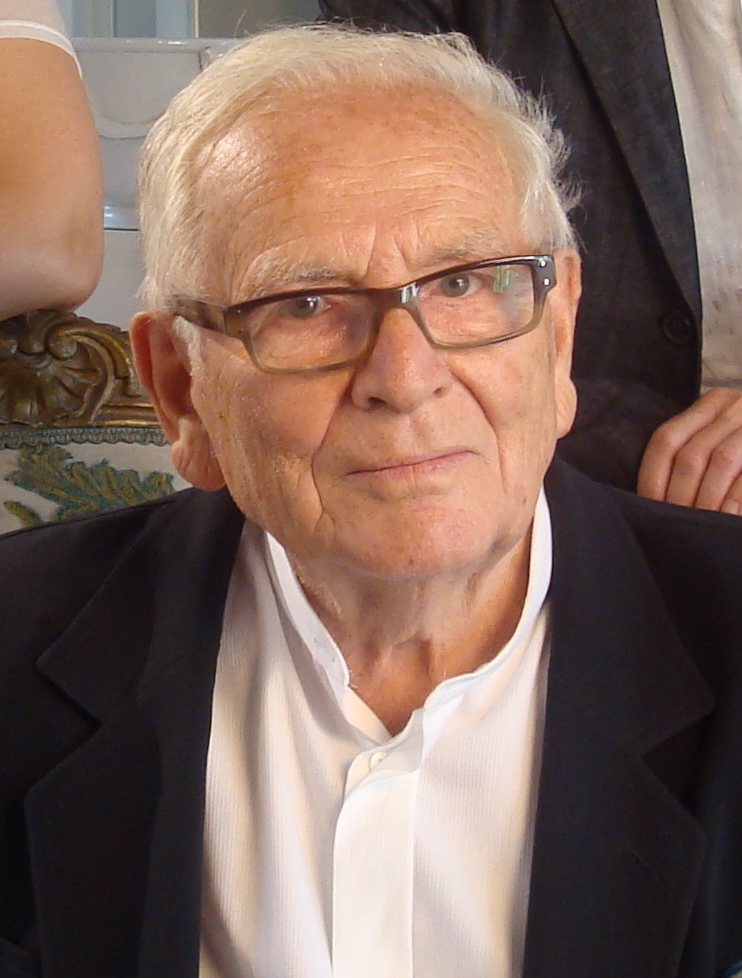
پیر کاردن

### ۱
- نرمن آبرامسن، ۸۸، مهندس برق اهل ایالات متحده آمریکا.[۱]
- هیو کیز-برن، ۷۳، بازیگر انگلیسی-استرالیایی.[۲]

### ۲
- محمد ابرهون، ۳۱، بازیکن فوتبال اهل مراکش.[۳]
- پاملا تیفین، ۷۸، هنرپیشه اهل ایالات متحده آمریکا.[۴]
- رافر جانسون، ۸۶، بازیکن بسکتبال و دو و میدانی اهل ایالات متحده آمریکا.[۵]
- ظفرالله خان جمالی، ۷۶، سیاست‌مدار اهل پاکستان، نخست‌وزیر (۲۰۰۲–۲۰۰۴).[۶]
- فرانکو جیرالدی، ۸۹، کارگردان فیلم و فیلم‌نامه‌نویس اهل ایتالیا.[۷]
- والری ژیسکار دستن، ۹۴، سیاست‌مدار فرانسوی، بیستمین رئیس‌جمهور فرانسه از حزب اتحاد برای دموکراسی فرانسه، اختلال تنفسی بر اثر کووید-۱۹.[۸]
- محمد ملکی، ۸۷، فعال حقوق بشر، نویسنده و اولین رئیس دانشگاه تهران بعد از پیروزی انقلاب ایران در سال ۱۳۵۷، بر اثر سرطان.[۹]
- آلدو موزر، ۸۶، دوچرخه‌سوار اهل ایتالیا.[۱۰]

### ۳
- یوتا لامپه، ۸۲، هنرپیشه اهل آلمان.[۱۱]
- آلیسون لیوری، ۹۴، رمان‌نویس اهل ایالات متحده آمریکا.[۱۲]

### ۴
- کینوکو تانیدا، ۸۱، بازیکن والیبال اهل ژاپن.[۱۳]
- کلیف گرین، ۸۵، نویسنده و فیلم‌نامه‌نویس اهل استرالیا.[۱۴]

### ۵
- ویکتور پوندلنیک، ۸۳، بازیکن فوتبال اهل اتحاد جماهیر شوروی سوسیالیستی.[۱۵]
- ایلدیکو پیچی، ۸۰، هنرپیشه اهل مجارستان.[۱۶]
- وویچیخ زابوتسکی، ۸۹، معمار و قهرمان شمشیربازی اهل لهستان.[۱۷]

### ۶
- تاباره باسکس، ۸۰، سیاست‌مدار اهل اروگوئه، رئیس‌جمهور (۲۰۰۵–۲۰۱۰، ۲۰۱۵–۲۰۲۰).[۱۸]
- دژان دابوویچ، ۷۶، بازیکن واترپلو اهل یوگسلاوی.[۱۹]
- دنیس رالستون، ۷۸، تنیس‌باز اهل ایالات متحده آمریکا.[۲۰]
- علی‌اصغر زارعی، ۶۴، سیاست‌مدار و مهندس برق اهل ایران.[۲۱]
- پل سربانس، ۸۷، سیاست‌مدار اهل ایالات متحده آمریکا.[۲۲]

### ۷
- چاک ییگر، ۹۷، ژنرال و خلبان آزمایشی اهل ایالات متحده آمریکا.[۲۳]

### ۸
- آلخاندرو سابه‌یا، ۶۶، مربی فوتبال اهل آرژانتین.[۲۴]
- یوگنی شاپوشنیکوف، ۷۸، سیاست‌مدار اهل روسیه.[۲۵]

### ۹
- الکس اولمدو، ۸۴، تنیس‌باز اهل پرو.[۲۶]
- پائولو روسی، ۶۴، بازیکن فوتبال اهل ایتالیا.[۲۷]
- گوردون فوربز، ۸۶، تنیس‌باز اهل آفریقای جنوبی.[۲۸]
- ویاچسلاف کبیچ، ۸۴، سیاست‌مدار اهل بلاروس، نخست‌وزیر (۱۹۹۱–۱۹۹۴).[۲۹]
- محمد یزدی، ۸۹، روحانی و سیاست‌مدار اهل ایران.[۳۰]

### ۱۰
- رهنورد زریاب، ۷۶، نویسنده اهل افغانستان.[۳۱]
- یوسف صفرا، ۸۲، کارآفرین، بانکدار، سرمایه‌دار و مدیر ارشد اجرایی اهل برزیل.[۳۲]
- تام لیستر جونیور، ۶۲، بازیگر اهل ایالات متحده آمریکا.[۳۳]
- باربارا ویندسور، ۸۳، هنرپیشه اهل بریتانیا.[۳۴]

### ۱۱
- کیم کی-دوک، ۵۹، کارگردان و فیلمساز اهل کره جنوبی.[۳۵]

### ۱۲
- جک اشتینبرگر، ۹۹، فیزیک‌دان آلمانی-آمریکایی، برنده نوبل (۱۹۸۸).[۳۶]
- ان راینکینگ، ۷۱، هنرپیشه، طراح رقص و هنرمند رقص اهل ایالات متحده آمریکا.[۳۷]
- روح‌الله زم، ۴۲، خبرنگار و فعال سیاسی اهل ایران.[۳۸]
- والنتین گافت، ۸۵، هنرپیشه اهل اتحاد جماهیر شوروی سوسیالیستی.[۳۹]
- جان لوکاره، ۸۹، نویسنده اهل بریتانیا.[۴۰]
- فیکره سلاسی وگدرس، ۷۵، سیاست‌مدار اهل اتیوپی، نخست‌وزیر (۱۹۸۷–۱۹۸۹).[۴۱]

### ۱۳
- آمبروس مندولو دلامینی، ۵۲، سیاست‌مدار اهل اسواتینی، نخست‌وزیر (پس از ۲۰۱۸).[۴۲]
- جیمی مک‌لین، ۹۰، شناگر اهل ایالات متحده آمریکا.[۴۳]

### ۱۴
- هانا استانکوونا، ۸۲، هنرپیشه اهل لهستان.[۴۴]
- گونتر زاویتسکی، ۸۸، بازیکن فوتبال اهل آلمان.[۴۵]
- ژرار هولیه، ۷۳، مربی فوتبال اهل فرانسه.[۴۶]

### ۱۵
- کارولین سلیه، ۷۵، هنرپیشه اهل فرانسه.[۴۷]

### ۱۶
- والدمارو بارتولوتزی، ۹۳، دوچرخه‌سوار اهل ایتالیا.[۴۸]
- فلاویو کتتی، ۸۱، سیاست‌مدار اهل سوئیس، رئیس‌جمهور (۱۹۹۱، ۱۹۹۸).[۴۹]

### ۱۷
- جرمی بولاک، ۷۵، هنرپیشه اهل انگلستان.[۵۰]
- پیر بویویا، ۷۱، سیاست‌مدار اهل بوروندی، رئیس‌جمهور (۱۹۸۷–۱۹۹۳، ۱۹۹۶–۲۰۰۳).[۵۱]
- نامات عبدالله، ۷۴، بازیکن فوتبال اهل مالزی.[۵۲]

### ۱۸
- مایکل جفری، ۸۳، سیاست‌مدار اهل استرالیا، فرماندار کل (۲۰۰۳–۲۰۰۸).[۵۳]
- اسکار ریباس ریگ، ۸۴، سیاست‌مدار اهل آندورا، نخست‌وزیر (۱۹۸۲–۱۹۸۴، ۱۹۹۰–۱۹۹۴).[۵۴]

### ۱۹
- دیوید گیلر، ۷۷، فیلم‌نامه‌نویس و تهیه‌کننده اهل ایالات متحده آمریکا.[۵۵]
- روزالیند نایت، ۸۷، هنرپیشه اهل بریتانیا.[۵۶]

### ۲۱
- جان فیتزپاتریک، ۷۴، بازیکن فوتبال اهل اسکاتلند.[۵۷]

### ۲۲
- کلود براسر، ۸۴، بازیگر اهل فرانسه.[۵۸]
- استلا تننت، ۵۰، مدل اهل بریتانیا.[۵۹]
- ادموند ام کلارک، ۷۵، دانشمند رایانه اهل ایالات متحده آمریکا.[۶۰]
- محمد مصطفی میرو، ۷۹، سیاست‌مدار اهل سوریه، نخست‌وزیر (۲۰۰۰–۲۰۰۳).[۶۱]

### ۲۳
- آرکادی آندرئاسیان، ۷۳، بازیکن فوتبال و مربی اهل ارمنستان.[۶۲]

### ۲۴
- ایوری گیتلیس، ۹۸، نوازندهٔ ویولن، آموزش‌گر، نویسنده و هنرپیشه اهل اسرائیل.[۶۳]

### ۲۵
- مایکل آلگی، ۵۴، نوازنده و نویسنده اهل ایالات متحده آمریکا.[۶۴]
- ایوان بوهدن، ۹۲، کشتی‌گیر اهل اتحاد جماهیر شوروی سوسیالیستی.[۶۵]
- کی. سی. جونز، ۸۸، بازیکن بسکتبال اهل ایالات متحده آمریکا.[۶۶]
- تونی رایس، ۶۹، موسیقی‌دان اهل ایالات متحده آمریکا.[۶۷]
- بری لوپز، ۷۵، نویسنده و پدیدآور اهل ایالات متحده آمریکا.[۶۸]

### ۲۶
- جورج بلیک، ۹۸، جاسوس اهل بریتانیا.[۶۹]
- جرج رابرت کاروترس، ۸۱، فیزیک‌دان اهل ایالات متحده آمریکا.[۷۰]
- لوک هارپر، ۴۱، کشتی‌گیر حرفه‌ای اهل ایالات متحده آمریکا.[۷۱]

### ۲۷
- ویلیام لینک، ۸۷، فیلم‌نامه‌نویس اهل ایالات متحده آمریکا.[۷۲]
- یوییچیرو هاتا، ۵۳، سیاست‌مدار اهل ژاپن.[۷۳]

### ۲۸
- ماهیندر واتسا، ۹۶، متخصص روابط جنسی اهل هند.[۷۴]

### ۲۹
- کورادو اولمی، ۹۴، هنرپیشه اهل ایتالیا.[۷۵]
- حاتم علی، ۵۸، کارگردان، نویسنده و بازیگر اهل سوریه.[۷۶]
- پیر کاردن، ۹۸، طراح لباس ایتالیایی-فرانسوی.[۷۷]

### ۳۰
- الکساندر اسپیرین، ۸۹، زیست‌شیمی‌دان اهل روسیه.[۷۸]
- ساموئل لیتل، ۸۰، قاتل زنجیره‌ای اهل ایالات متحده آمریکا.[۷۹]
- داون ولز، ۸۲، هنرپیشه اهل ایالات متحده آمریکا.[۸۰]

### ۳۱
- روبر حسین، ۹۳، بازیگر، کارگردان و فیلم‌نامه‌نویس فرانسوی با تبار ایرانی.[۸۱]
- تامی دوچرتی، ۹۲، بازیکن و مربی فوتبال اهل اسکاتلند.[۸۲]

## نوامبر
مرگ‌ها در نوامبر ۲۰۲۰ آنچه در پی می‌آید فهرست افراد سرشناسی است که در نوامبر ۲۰۲۰ درگذشته‌اند.

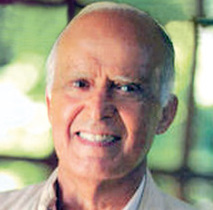
احمد العراقی

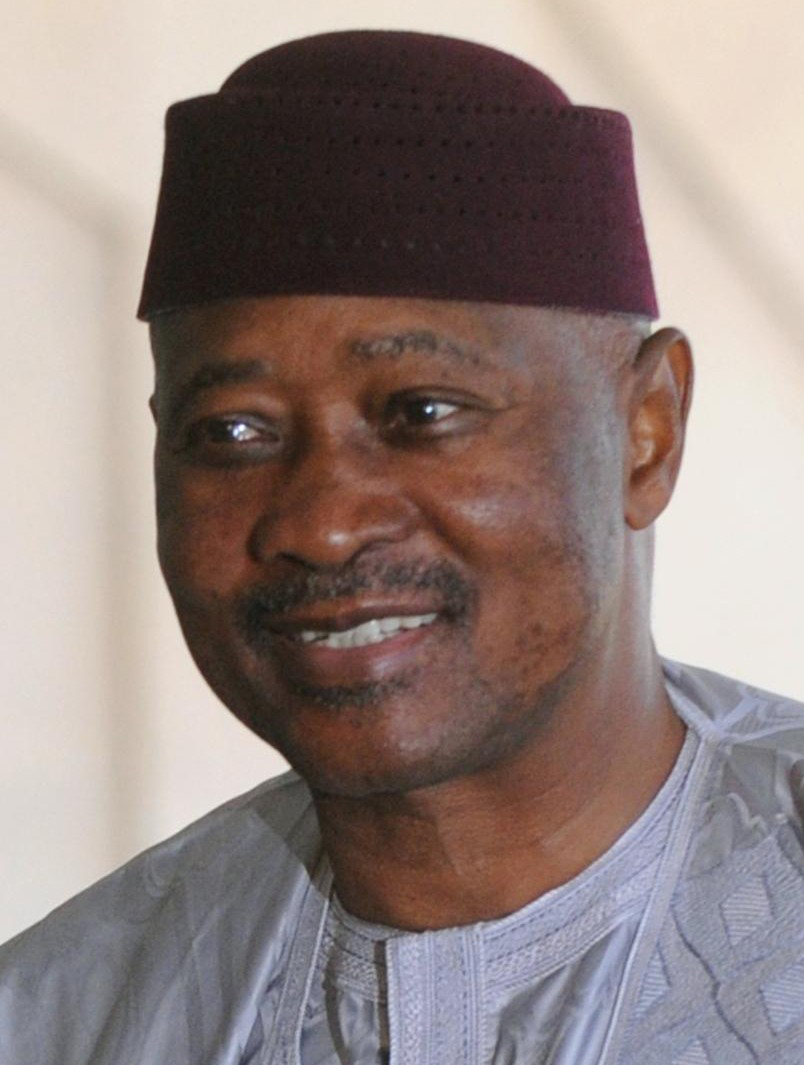
آمادو تومانی توره

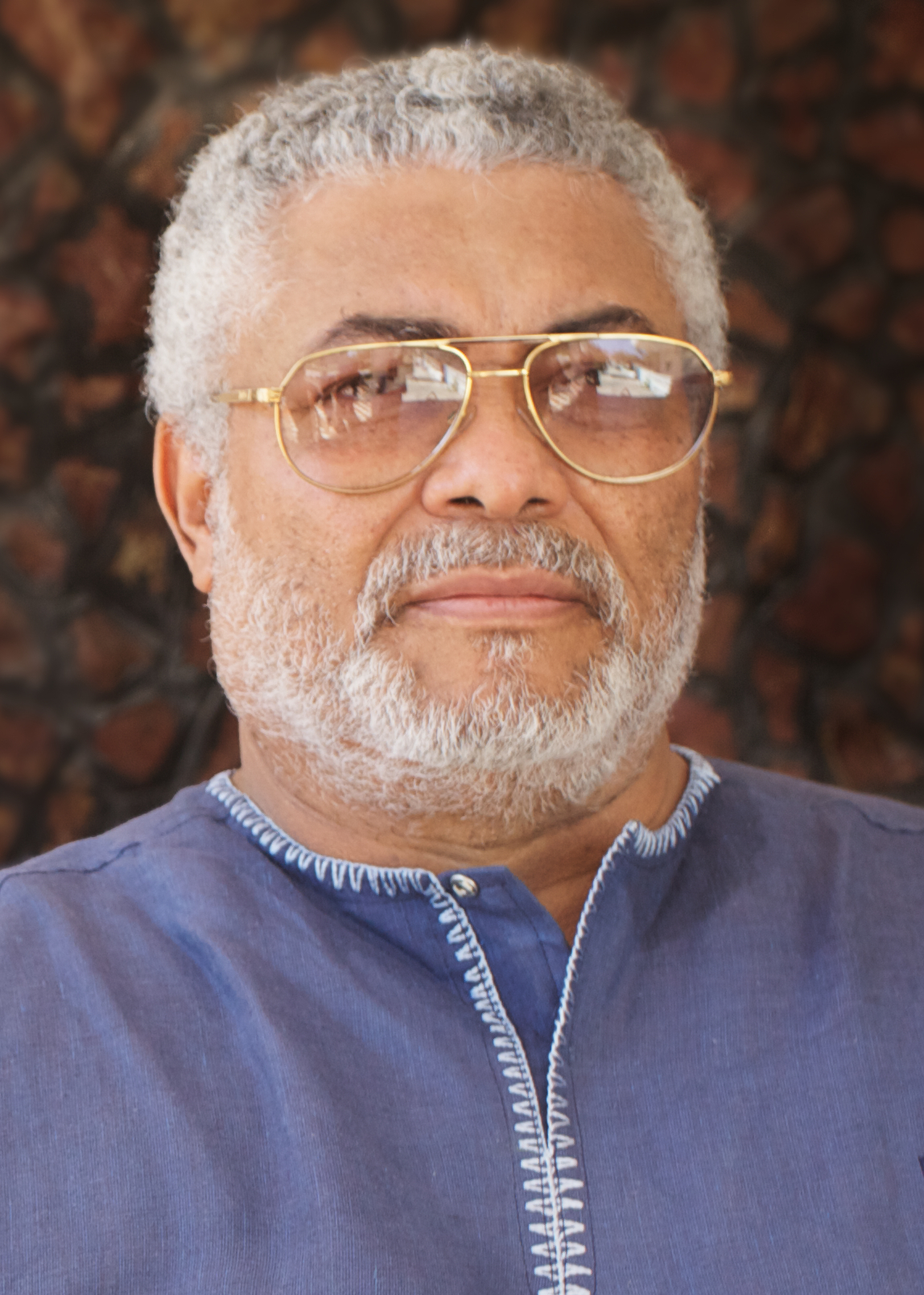
جری راولینگز

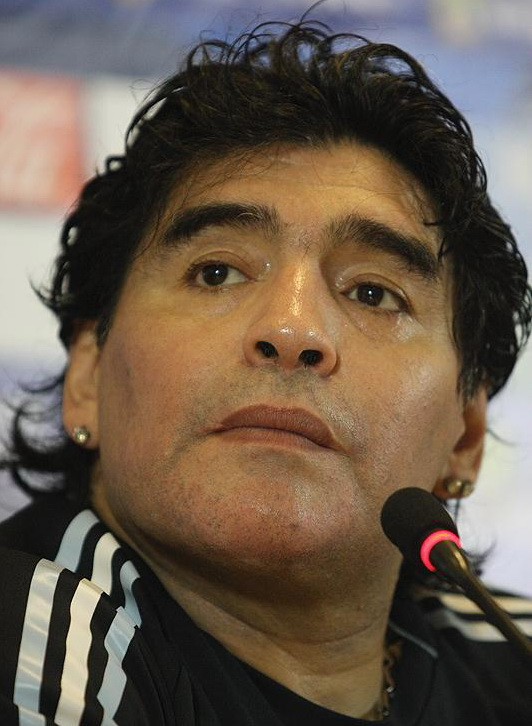
دیگو مارادونا

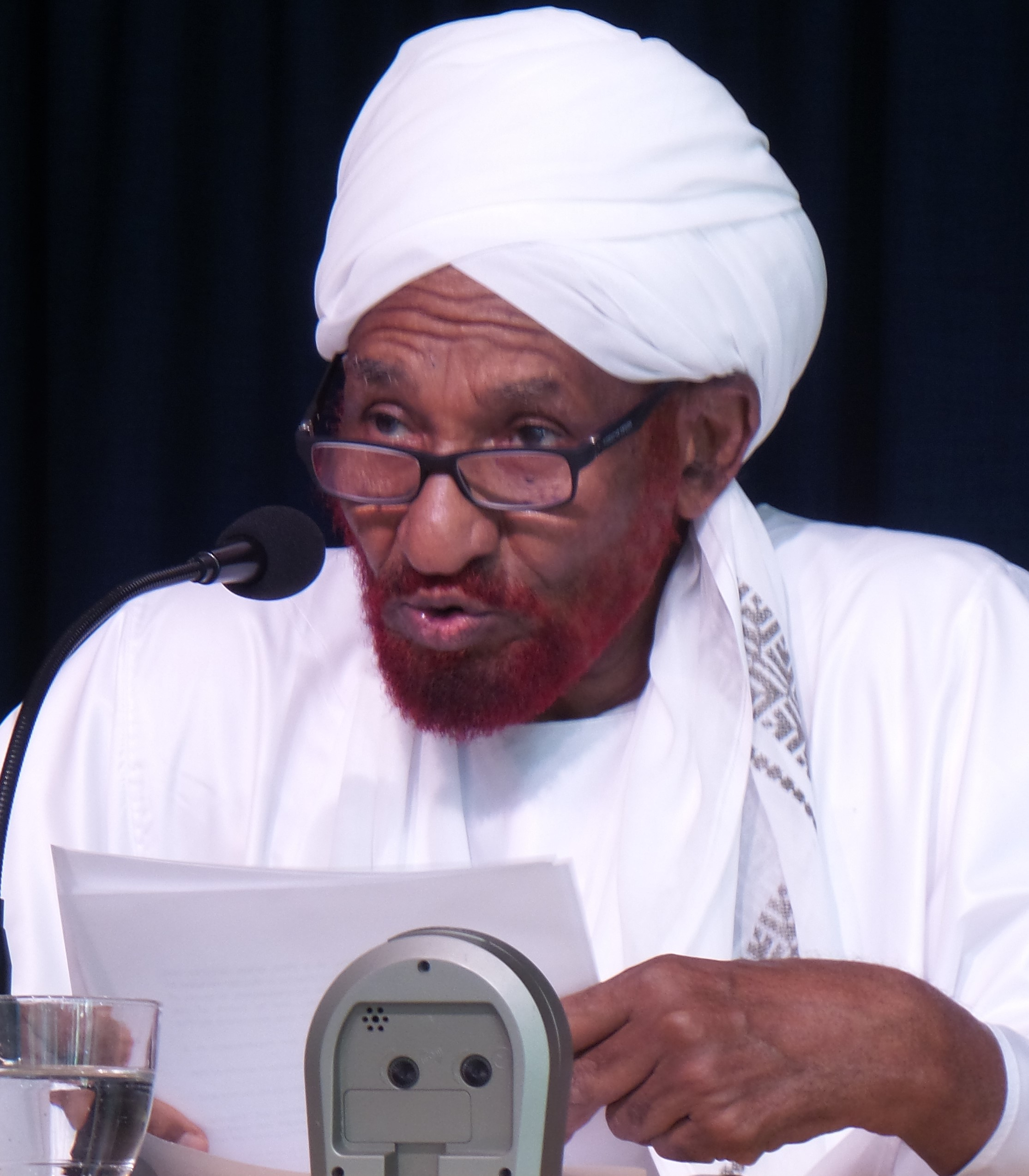
صادق المهدی

### ۱
- کارول آرتور، ۸۵، هنرپیشه اهل ایالات متحده آمریکا.[۸۳]
- جلال ملکشاه، ۶۹، شاعر، نویسنده، روزنامه‌نگار، و فعال سیاسی چپ کرد، اهل ایران، بر اثر بیماری قلبی.[۸۴]

### ۲
- احمد العراقی، ۸۹، سیاستمدار اهل مراکش، نخست‌وزیر (۱۹۶۹–۱۹۷۱).[۸۵]
- جیجی پرویتی، ۸۰، هنرپیشه، کمدین و خواننده اهل ایتالیا.[۸۶]
- جان سشنز، ۶۷، هنرپیشه و کمدین اهل بریتانیا.[۸۷]

### ۴
- عبدالرشید، ۷۳، بازیکن هاکی روی چمن اهل پاکستان.[۸۸]

### ۵
- لئونید اوسیپوف، ۷۷، بازیکن واترپلو اهل شوروی.[۸۹]
- جفری پالمر، ۹۳، هنرپیشه اهل بریتانیا.[۹۰]

### ۶
- ناتان زاخ، ۸۹، شاعر اهل اسرائیل.[۹۱]
- فرناندو سولاناس، ۸۴، کارگردان اهل آرژانتین.[۹۲]

### ۸
- محمد بکر، ۷۵، بازیکن فوتبال اهل مالزی.[۹۳]
- سیمور تاپینگ، ۹۸، خبرنگار، مؤلف و استاد دانشگاه اهل ایالات متحده آمریکا.[۹۴]
- حیدر شونجانی، ۷۴، بازیکن واترپلو اهل ایران.[۹۵]

### ۹
- فرناندو آتزوری، ۷۸، بوکسور اهل ایتالیا.[۹۶]
- فخرالدین عباس‌زاده، ۶۳، سیاستمدار تالشی اهل جمهوری آذربایجان.[۹۷]
- ایزرائیل هورویتز، ۸۱، نمایشنامه‌نویس، کارگردان و هنرپیشه اهل ایالات متحده آمریکا.[۹۸]

### ۱۰
- آمادو تومانی توره، ۷۲، سیاستمدار اهل مالی، رئیس‌جمهور (۲۰۰۲–۲۰۱۲).[۹۹]
- دینو دا کوستا، ۸۹، بازیکن فوتبال اهل ایتالیا.[۱۰۰]
- خوان کروز سول، ۷۳، بازیکن فوتبال اهل اسپانیا.[۱۰۱]
- صائب عریقات، ۶۵، دیپلمات اهل فلسطین.[۱۰۲]
- ولادیمیر گیتان، ۷۳، بازیگر اهل رومانی.[۱۰۳]
- سون وولتر، ۸۶، هنرپیشه اهل سوئد.[۱۰۴]
- توونی ویتر، ۸۳، بازیکن فوتبال اهل انگلستان.[۱۰۵]
- امیر یاوری، ۸۸، بوکسور اهل ایران.[۱۰۶]
- محمود یاوری، ٨١، بازیکن و مربی فوتبال اهل ایران.[۱۰۷]

### ۱۱
- خلیفه بن سلمان آل خلیفه، ۸۴، سیاستمدار اهل بحرین، نخست‌وزیر (پس از ۱۹۷۰).[۱۰۸]
- داود فیرحی، ۵۶، نظریه‌پرداز و پژوهشگر علوم سیاسی و اندیشه سیاسی اسلام، اهل ایران، بر اثر کووید ۱۹.[۸۴]
- کارلوس کامپوس، ۸۳، بازیکن فوتبال اهل شیلی.[۱۰۹]
- جوردی یوپارت، ۶۸، دونده دو پیاده‌روی اهل اسپانیا.[۱۱۰]

### ۱۲
- آصف باسرا، ۵۳، هنرپیشه اهل هند.[۱۱۱]
- جری راولینگز، ۷۳، سیاستمدار اهل غنا، رئیس‌جمهور (۱۹۹۳–۲۰۰۱).[۱۱۲]
- گرنوت رل، ۸۱، فیلم‌بردار اهل آلمان.[۱۱۳]
- کراسنودار رورا، ۷۵، بازیکن فوتبال اهل کرواسی.[۱۱۴]
- نلی کاپلان، ۸۹، نویسنده و کارگردان فرانسوی زاده آرژانتین.[۱۱۵]
- ماساتوشی کوشیبا، ۹۴، فیزیک‌دان اهل ژاپن، برنده نوبل (۲۰۰۲).[۱۱۶]
- بوریس گورویچ، ۸۳، کشتی‌گیر اهل اوکراین.[۱۱۷]

### ۱۳
- رابرت بایرون برد، ۹۶، مهندس شیمی اهل ایالات متحده آمریکا.[۱۱۸]
- راجر جپسن، ۹۱، سیاستمدار اهل ایالات متحده آمریکا.[۱۱۹]
- لویی روستولان، ۸۴، دوچرخه‌سوار اهل فرانسه.[۱۲۰]
- پیتر ساتکلیف، ۷۴، قاتل زنجیره‌ای اهل انگلستان.[۱۲۱]

### ۱۴
- حسن موراتویچ، ۸۰، سیاستمدار اهل بوسنی و هرزگوین، نخست‌وزیر (۱۹۹۶–۱۹۹۷).[۱۲۲]

### ۱۵
- سومیترا چاترجی، ۸۵، بازیگر اهل هند، بر اثر بیماری کروناویروس ۲۰۱۹.[۱۲۳]
- کمپبل فورسیث، ۸۶، بازیکن فوتبال اهل اسکاتلند.[۱۲۴]
- ری کلمنس، ۷۲، بازیکن فوتبال اهل انگلستان.[۱۲۵]

### ۱۶
- ادی بوریسویچ، ۸۱، مربی دوچرخه‌سواری اهل ایالات متحده آمریکا.[۱۲۶]

### ۱۷
- والت دیویس، ۸۹، بازیکن بسکتبال اهل ایالات متحده آمریکا.[۱۲۷]

### ۱۸
- عمر عرتی غالب، ۹۰، سیاستمدار اهل سومالی، نخست‌وزیر (۱۹۹۱–۱۹۹۳).[۱۲۸]
- آدام موشیاو، ۷۱، بازیکن و مربی فوتبال اهل لهستان.[۱۲۹]

### ۱۹
- سبوه چولجیان، ۶۱، کشیش اهل ترکیه.[۱۳۰]
- مانوئل گریگوریان، ۶۴، فرد نظامی و سیاستمدار اهل ارمنستان.[۱۳۱]

### ۲۰
- خورخه هوراسیو بریتو، ۶۸، کارآفرین، بانکدار، بازرگان و مدیر ارشد اجرایی اهل آرژانتین.[۱۳۲]
- ارنستو کانتو، ۶۱، دونده دو پیاده‌روی سرعت اهل مکزیک.[۱۳۳]

### ۲۱
- یانس سورنسن، ۷۹، دوچرخه‌سوار اهل دانمارک.[۱۳۴]

### ۲۲
- بیلی اوانز، ۸۸، بازیکن بسکتبال اهل ایالات متحده آمریکا.[۱۳۵]
- موریس سترز، ۸۳، بازیکن فوتبال اهل انگلستان.[۱۳۶]
- سیدی ولد شیخ عبدالله، ۸۲، سیاستمدار اهل موریتانی، رئیس‌جمهور (۲۰۰۷–۲۰۰۸).[۱۳۷]
- مصطفی نادارویچ، ۷۷، هنرپیشه اهل بوسنی و هرزگوین.[۱۳۸]

### ۲۳
- انیل اکونکا، ۳۳، بازیکن فوتبال اهل آفریقای جنوبی.[۱۳۹]
- ابی دالتون، ۸۸، هنرپیشه اهل ایالات متحده آمریکا.[۱۴۰]
- دیوید دینکینز، ۹۳، سیاستمدار اهل ایالات متحده آمریکا.[۱۴۱]
- هل کتچام، ۶۷، موسیقی‌دان اهل ایالات متحده آمریکا.[۱۴۲]
- ادوارد لازار، ۷۲، سیاستمدار اهل ایالات متحده آمریکا.[۱۴۳]
- رابرت همستیل، ۸۷، نقاش اهل اتریش.[۱۴۴]

### ۲۴
- کامبوزیا پرتوی، ۶۴، بازیگر، فیلم‌نامه‌نویس و کارگردان اهل ایران.[۱۴۵]
- ممدو تانجا، ۸۲، سیاستمدار اهل نیجر، رئیس‌جمهور (۱۹۹۹–۲۰۱۰).[۱۴۶]
- محمد خادم، ۸۵، کشتی‌گیر اهل ایران.[۱۴۷]
- مونتسرات کارولا، ۹۰، هنرپیشه اهل اسپانیا.[۱۴۸]

### ۲۵
- ژاک سکرتین، ۷۱، بازیکن تنیس روی میز اهل فرانسه.[۱۴۹]
- دیگو مارادونا، ۶۰، مربی و بازیکن فوتبال اهل آرژانتین.[۱۵۰]
- جیمز ولفنسون، ۸۶، اقتصاددان اهل ایالات متحده آمریکا.[۱۵۱]

### ۲۶
- صادق المهدی، ۸۴، سیاستمدار اهل سودان، نخست‌وزیر (۱۹۶۶–۱۹۶۷، ۱۹۸۶–۱۹۸۹).[۱۵۲]
- فقیر کوهلی، ۹۶، مهندس اهل پاکستان.[۱۵۳]
- تویتا موموئدونو، ۷۴، سیاستمدار اهل فیجی، نخست‌وزیر (۲۰۰۱).[۱۵۴]
- داریا نیکولودی، ۷۰، هنرپیشه و تهیه‌کننده اهل ایتالیا.[۱۵۵]

### ۲۷
- کوین برنهام، ۶۳، قایقران قایق بادبانی اهل ایالات متحده آمریکا.[۱۵۶]
- پرویز پورحسینی، ۷۹، هنرپیشه اهل ایران.[۱۵۷]
- محسن فخری‌زاده، ۶۳، عضو ارشد سپاه پاسداران ایران و دانشمند هسته‌ای.[۱۵۸]
- تونی هسیه، ۴۶، کارآفرین، و بازرگان اهل ایالات متحده آمریکا.[۱۵۹]

### ۲۸
- حکم بلعاوی، ۸۲، سیاستمدار اهل فلسطین.[۱۶۰]
- دیوید پراوز، ۸۵، هنرپیشه اهل انگلستان.[۱۶۱]

### ۲۹
- ادا برسیانی، ۹۰، باستان‌شناس اهل ایتالیا.[۱۶۲]
- پاپا بوبا دیوپ، ۴۲، بازیکن فوتبال اهل سنگال.[۱۶۳]
- علی‌اصغر شهبازی، ۹۸، بازیگر اهل ایران.[۱۶۴]

### ۳۰
- رامش، ۷۴، خوانندهٔ اهل ایران.[۱۶۵]
- یما سیاووش، ۳۶، خبرنگار  اهل افغانستان[۱۶۶]

## ماه‌های گذشته
- مرگ‌ها در ژانویه ۲۰۲۰
- مرگ‌ها در فوریه ۲۰۲۰
- مرگ‌ها در مارس ۲۰۲۰
- مرگ‌ها در آوریل ۲۰۲۰
- مرگ‌ها در مه ۲۰۲۰
- مرگ‌ها در ژوئن ۲۰۲۰
- مرگ‌ها در ژوئیه ۲۰۲۰